# Concours Eurovision de la chanson 1989
- Pays participants
- Pays ayant participé dans le passé

Dublin 1988 Zagreb 1990
Le Concours Eurovision de la chanson 1989 est la trente-quatrième édition du concours qui se déroule le samedi 6 mai 1989, à Lausanne, en Suisse. Il est remporté par la Yougoslavie, avec la chanson Rock Me, interprétée par Riva. Le Royaume-Uni termine deuxième et le Danemark, troisième.

## Organisation
La Suisse, qui avait remporté l'édition 1988, se chargea de l’organisation de l’édition 1989.
L'UER introduisit une nouvelle règle dans le règlement du concours. Désormais, en cas d'ex æquo, la victoire serait attribuée au pays ayant remporté le plus de "douze points". Si deux ou plusieurs pays avaient reçu en nombre égal la note maximale, ils seraient départagés par le décompte des "dix points". En cas de nouvel ex æquo, tous les pays concernés seraient déclarés vainqueurs.

## Pays participants
Vingt-deux pays participent au trente-quatrième concours, égalant ainsi le record de 1987. 
Chypre fait son retour. Il n'y a ni début, ni retrait.

## Format
Le concours a lieu au Palais de Beaulieu, à Lausanne, centre de congrès et de conférences inauguré en 1954. 
Le logo du concours représentait le mont Cervin. La flèche de la cathédrale de Lausanne apparaissent dans la ligne soulignant le titre. 
La scène comporte trois podiums séparés, de forme triangulaire et de couleur rouge foncé. Le premier, à gauche, réservé aux présentateurs. Le deuxième, au centre, accueille les artistes. Il est pourvu, de part et d'autre, de deux entrées en forme de pyramides tronquées, d'apparence métallique et illuminées par des néons bleus. Au fond, est posé un élément en plexiglas, en forme de custode, lui aussi illuminé de néons bleus. L'arrière-fond comporte deux formes triangulaires, dont l'une est parcourue de bandes lumineuses, ainsi que des tubes de néons de couleur bleue, rose et verte, qui s'entrecroisent. Un élément mobile, en forme d'ailes, peut en outre être déployé, derrière la custode. Enfin, le troisième podium, à droite, est destiné à l'orchestre. Deux murs d'écrans disposés derrière les présentateurs et l'orchestre complètent le tout.
Le programme dure trois heures et onze minutes.
Les présentateurs de la soirée sont Lolita Morena et Jacques Deschenaux qui s'adressent aux téléspectateurs en allemand, en anglais, en français et en italien, ajoutant quelques mots en espagnol et en romanche. 
L'orchestre est dirigé par Benoit Kaufman.

## Ouverture
L'ouverture du concours débute par une vidéo, mettant en scène une jeune fille. En sa compagnie, la caméra parcourt les paysages et les villes suisses et dévoile certains aspects de la vie sociale, culturelle et sportive du pays. La vidéo se conclut par un plan de la jeune fille, descendant les marches du Palais de Beaulieu. Une limousine noire s'arrête, dont la jeune fille ouvre la porte arrière. En sort alors Céline Dion, gagnante de l'année précédente. Ensemble, elles remontent les marches et entrent dans le palais. La caméra fait alors un plan de la scène. Céline Dion, tenant la jeune fille de la vidéo par la main, fait son entrée et interprète un extrait de Ne partez pas sans moi, la chanson ayant remporté le concours en 1988. Elle est rejointe par les présentateurs qui la remercient et la félicitent pour sa victoire. 
Céline Dion chante ensuite, en première mondiale, son premier single solo en anglais, Where Does My Heart Beat Now, qui ne sortira que cinq mois plus tard le 1er octobre 1990 aux États-Unis et début 1991 dans le reste du monde. Cette prestation retient par la suite l'attention des dirigeants des Studios Disney et permet à Céline Dion de poursuivre sa carrière dans les pays anglophones avec le succès de Beauty and the Beast (1991).
Les présentateurs font leur retour sur scène pour les introductions d'usage. Ils adressent deux salutations plus particulières à Jean-Pascal Delamuraz, président de la Confédération suisse présent dans le public, et à Benoit Kaufman, le chef d'orchestre. L'ouverture se conclut par un morceau interprété en direct par l'orchestre.

## Cartes postales
Les cartes postales débutent par un mot des présentateurs, expliquant le titre et le sujet de la chanson, puis présentant les artistes et le chef d'orchestre. Suit alors une vidéo, montrant les participants à la découverte des ressources touristiques de la Suisse.

## Chansons
Vingt-deux chansons concourent pour la victoire. 
La chanson turque, Bana, bana, avait été écrite et composée par Timur Selçuk, qui dirigea également l'orchestre pour son pays. Sa fille, Hazal Selçuk, faisait partie du quatuor Pan.
Les chansons allemandes et autrichiennes avaient été toutes les deux composées par Dieter Bohlen. Ce dernier faisait partie du duo à succès Modern Talking.
Ce fut la toute première fois que la chanson suisse fut interprétée en romanche, une des quatre langues nationales du pays.
La chanson yougoslave, Rock Me, avait été écrite par Stevo Cvikić et composée par Rajko Dujmić. C'était là leur troisième participation consécutive au concours, après Ja sam za ples, qui avait terminé quatrième en 1987, et Mangup, qui avait terminé sixième en 1988.

## Chefs d'orchestre
| Mario Natale      | Shaike Paikov | Noel Kelehan         | Harry van Hoof   | Timur Selçuk                     | Freddy Sunder    |
| ----------------- | ------------- | -------------------- | ---------------- | -------------------------------- | ---------------- |
| - Italie          | - Israël      | - Irlande            | - Pays-Bas       | - Turquie                        | - Belgique       |
| Ronnie Hazlehurst | Pete Knutsen  | Luís Duarte          | Anders Berglund  | Benoit Kaufman                   | Henrik Krogsgård |
| - Royaume-Uni     | - Norvège     | - Portugal           | - Suède          | - Danemark - Luxembourg - Suisse | - Danemark       |
| Ossi Runne        | Guy Mattéoni  | Juan Carlos Calderón | Charis Andreadis | George Niarchos                  | Nikica Kalogjera |
| - Finlande        | - France      | - Espagne            | - Chypre         | - Grèce                          | - Yougoslavie    |

Les délégations allemande, autrichienne et islandaise n'eurent pas recours à l'orchestre de la SSR.
Ce fut la vingt-deuxième et dernière participation au concours, du finlandais Ossi Runne. Seuls le français Franck Pourcel et l'irlandais Noel Kelehan dirigèrent plus souvent l'orchestre, respectivement vingt-trois et vingt-neuf fois.
Lors de la prestation danoise, le chef d'orchestre, Henrik Krogsgård, quitta son pupitre et monta sur scène à l'invite de Birthe Kjær, pour rejoindre ses choristes. Il fut remplacé par Benoit Kaufman. Ce fut la première fois de l'histoire du concours qu'une seule chanson fut dirigée par deux chefs d'orchestre différents.

## Entracte
Le spectacle d'entracte fut interprété par l'artiste de cirque Guy Tell. Il s'agit d'un numéro basé sur la légende de Guillaume Tell. À l'aide d'une arbalète, Guy Tell atteignit une cible masquée, coupa une rose, puis un journal et trancha les fils de quatre ballons. Ensuite, il creva d'un seul coup cinq autres ballons. Le final fut particulièrement spectaculaire : Guy Tell fit se déclencher successivement seize arbalètes. Le dernier carreau devait en principe venir se ficher dans une pomme, posée sur sa tête. Mais, lors de l'exécution en direct du numéro, le carreau manqua la pomme. La production avait cependant prévu cette éventualité et fait enregistrer une tentative réussie. Cette dernière fut diffusée en différé, juste après la tentative ratée.

## Coulisses
Durant le vote, la caméra fit de nombreux plans sur les artistes à l’écoute des résultats. Apparurent notamment Fausto Leali, Thomas Forstner, le groupe Riva, Birthe Kjær, Live Report, Tommy Nilsson et Park Café . 

## Vote
Le vote fut décidé entièrement par un panel de jurys nationaux. Les différents jurys furent contactés par téléphone, selon l'ordre de passage des pays participants. Chaque jury devait attribuer dans l'ordre 1, 2, 3, 4, 5, 6, 7, 8, 10 et 12 points à ses dix chansons préférées. Les points furent énoncés dans l’ordre ascendant, de un à douze. 
Le superviseur délégué sur place par l'UER fut Frank Naef. Il échangea quelques mots avec Jacques Deschenaux : 

- Jacques Deschenaux : Frank, le siège de l'Union européenne de radio-diffusion étant à Genève, c'est donc en voisin que vous êtes venu ce soir à Lausanne ? 

- Frank Naef : En effet, Jacques. Et je suis à nouveau enchanté d'être en terre vaudoise ce soir, puisque cette terre a vu ma naissance. 

- Jacques Deschenaux : Frank, cette collaboration avec la télévision suisse, ça s'est bien passé ? 

- Frank Naef : Très très bien, très bien. Je dois vraiment tirer un grand coup de chapeau à la ville de Lausanne, ainsi qu'à la télévision suisse romande pour la remarquable organisation de cette manifestation. 

Lolita Morena rappela ensuite que Frank Naef fêtait ses trente ans de carrière au sein de l'UER. 
Dès l'annonce des résultats du troisième jury, le jury irlandais, la Yougoslavie s'empara de la tête et mena ensuite le vote jusqu'à la fin.

## Résultats
Ce fut la première victoire de la Yougoslavie au concours. Ce fut aussi la seule et unique victoire de ce pays au concours, avant sa dissolution en 1992. Ce fut enfin la première victoire d'une chanson en serbo-croate.
Le groupe Riva reçut le trophée de la victoire des mains de Céline Dion, gagnante de l'année précédente. Ils effectuèrent ensuite la reprise de Rock Me en anglais.
Ce fut la deuxième année consécutive que le Royaume-Uni et le Danemark terminèrent respectivement deuxième et troisième.
Le représentant britannique, Ray Caruana, leader du groupe Live Report, se montra très amer dans sa défaite. Il se répandit en récriminations contre le concours et la victoire de la Yougoslavie, considérant que sa chanson était bien supérieure à Rock Me. 
Pour la première fois, l'Islande termina dernière, avec "nul point". De façon assez prémonitoire, lors de sa victoire à la finale nationale islandaise, Daníel avait reçu comme trophée, un cactus.
| Ordre | Pays        | Artiste(s)                            | Chanson                                 | Langue       | Place | Points |
| ----- | ----------- | ------------------------------------- | --------------------------------------- | ------------ | ----- | ------ |
| 01    | Italie      | Anna Oxa & Fausto Leali               | Avrei voluto                            | Italien      | 9     | 56     |
| 02    | Israël      | Gili & Galit                          | Derech Hamelech (דרך המלך)              | Hébreu       | 12    | 50     |
| 03    | Irlande     | Kiev Connoly & The Missing Passengers | The Real Me                             | Anglais      | 18    | 21     |
| 04    | Pays-Bas    | Justine Pelmelay                      | Blijf zoals je bent                     | Néerlandais  | 15    | 45     |
| 05    | Turquie     | Pan                                   | Bana, bana                              | Turc         | 21    | 5      |
| 06    | Belgique    | Ingeborg                              | Door de wind                            | Néerlandais  | 19    | 13     |
| 07    | Royaume-Uni | Live Report                           | Why Do I Always Get It Wrong            | Anglais      | 2     | 130    |
| 08    | Norvège     | Britt-Synnøve Johansen                | Venners nærhet                          | Norvégien    | 17    | 30     |
| 09    | Portugal    | Da Vinci                              | Conquistador                            | Portugais    | 16    | 39     |
| 10    | Suède       | Tommy Nilsson                         | En dag                                  | Suédois      | 4     | 110    |
| 11    | Luxembourg  | Park Café                             | Monsieur                                | Français     | 20    | 8      |
| 12    | Danemark    | Birthe Kjær                           | Vi maler byen rød                       | Danois       | 3     | 111    |
| 13    | Autriche    | Thomas Forstner                       | Nur ein Lied                            | Allemand     | 5     | 97     |
| 14    | Finlande    | Anneli Saaristo                       | La dolce vita                           | Finnois      | 7     | 76     |
| 15    | France      | Nathalie Pâque                        | J'ai volé la vie                        | Français     | 8     | 60     |
| 16    | Espagne     | Nina                                  | Nacida para amar                        | Espagnol     | 6     | 88     |
| 17    | Chypre      | Fani Polymeri & Yiannis Savvidakis    | Apópse as vrethoúme (Απόψε aς βρεθούμε) | Grec         | 11    | 51     |
| 18    | Suisse H T  | Furbaz                                | Viver senza tei                         | Romanche     | 13    | 47     |
| 19    | Grèce       | Mariánna Efstratíou                   | To dikó sou astéri (Το δικό σου αστέρι) | Grec         | 9     | 56     |
| 20    | Islande     | Daníel                                | Það sem enginn sér                      | Islandais    | 22    | 0      |
| 21    | Allemagne   | Nino de Angelo                        | Flieger                                 | Allemand     | 14    | 46     |
| 22    | Yougoslavie | Riva                                  | Rock Me                                 | Serbo-croate | 1     | 137    |

## Controverse
Deux des participants de l'édition 1989 suscitèrent une vive controverse dans les médias, en raison de leur jeune âge. Le représentant israélien, Gili, était en effet âgé de douze ans. Quant à la représentante de la France, Nathalie Pâque, elle en avait à peine onze. L'UER décida alors de modifier le règlement de l'Eurovision. Dès l'année suivante, il fut imposé aux candidats d'avoir seize ans révolus, le jour du concours. Par conséquent, Nathalie Pâque demeurera à jamais la plus jeune artiste à avoir concouru.

## Anciens participants
Pour la première fois depuis 1970, il n'y eut aucun ancien participant de retour.
Mariánna Efstratíou faisait sa deuxième apparition sur la scène de l'Eurovision, après avoir accompagné le groupe Bang, représentant la Grèce en 1987, en tant que choriste.

## Tableau des votes
| Drapeau de l'Italie | Drapeau d’Israël                                  | Drapeau de l'Irlande | Drapeau des Pays-Bas | Drapeau de la Turquie | Drapeau de la Belgique | Drapeau du Royaume-Uni | Drapeau de la Norvège | Drapeau du Portugal | Drapeau de la Suède | Drapeau du Luxembourg | Drapeau du Danemark | Drapeau de l'Autriche | Drapeau de la Finlande | Drapeau de la France | Drapeau de l'Espagne | Drapeau de Chypre | Drapeau de la Suisse | Drapeau de la Grèce | Drapeau de l'Islande | Drapeau de l'Allemagne | Drapeau de la République fédérative socialiste de Yougoslavie | Total |    |     |
| Pays                | Italie                                            |                      | –                    | –                     | –                      | –                      | –                     | –                   | –                   | 7                     | –                   | –                     | –                      | –                    | 10                   | –                 | 12                   | 6                   | 2                    | 4                      | –                                                             | 7     | 8  | 56  |
| Pays                | Israël                                            | 1                    |                      | 7                     | 3                      | –                      | –                     | 2                   | –                   | –                     | 5                   | –                     | 5                      | –                    | 5                    | –                 | –                    | –                   | 7                    | –                      | 5                                                             | 3     | 7  | 50  |
| Pays                | Irlande                                           | –                    | –                    |                       | –                      | 7                      | 3                     | –                   | 3                   | –                     | –                   | 2                     | –                      | –                    | –                    | –                 | –                    | –                   | –                    | –                      | –                                                             | 4     | 2  | 21  |
| Pays                | Pays-Bas                                          | 10                   | –                    | 3                     |                        | –                      | –                     | 3                   | –                   | –                     | –                   | 1                     | –                      | 4                    | 4                    | 7                 | 6                    | –                   | –                    | 1                      | –                                                             | 6     | –  | 45  |
| Pays                | Turquie                                           | –                    | –                    | –                     | –                      |                        | –                     | –                   | –                   | –                     | –                   | –                     | –                      | –                    | –                    | –                 | 1                    | –                   | –                    | –                      | –                                                             | –     | 4  | 5   |
| Pays                | Belgique                                          | –                    | –                    | 5                     | 5                      | –                      |                       | –                   | 2                   | –                     | –                   | –                     | –                      | –                    | –                    | –                 | –                    | –                   | –                    | –                      | 1                                                             | –     | –  | 13  |
| Pays                | Royaume-Uni                                       | 6                    | 7                    | 4                     | 7                      | 1                      | –                     |                     | 12                  | 12                    | 10                  | 12                    | 1                      | 8                    | 6                    | 12                | 10                   | 2                   | –                    | 2                      | –                                                             | 12    | 6  | 130 |
| Pays                | Norvège                                           | –                    | 2                    | –                     | 2                      | 5                      | 8                     | –                   |                     | –                     | 2                   | –                     | 6                      | –                    | –                    | 4                 | –                    | –                   | 1                    | –                      | –                                                             | –     | –  | 30  |
| Pays                | Portugal                                          | –                    | –                    | –                     | –                      | 4                      | 2                     | –                   | 1                   |                       | 3                   | 7                     | –                      | 6                    | 2                    | –                 | 8                    | –                   | –                    | 6                      | –                                                             | –     | –  | 39  |
| Pays                | Suède                                             | –                    | 6                    | –                     | –                      | –                      | 6                     | 4                   | 8                   | 8                     |                     | 6                     | 12                     | 12                   | –                    | 2                 | 5                    | 8                   | 3                    | 8                      | 2                                                             | 8     | 12 | 110 |
| Pays                | Luxembourg                                        | –                    | –                    | –                     | –                      | –                      | –                     | –                   | –                   | –                     | –                   |                       | –                      | –                    | –                    | 5                 | 3                    | –                   | –                    | –                      | –                                                             | –     | –  | 8   |
| Pays                | Danemark                                          | 5                    | 1                    | 10                    | 12                     | 6                      | 4                     | 10                  | 10                  | 2                     | 12                  | 3                     |                        | 7                    | 12                   | 6                 | –                    | –                   | –                    | –                      | 10                                                            | –     | 1  | 111 |
| Pays                | Autriche                                          | 12                   | 8                    | –                     | –                      | 3                      | 12                    | –                   | –                   | –                     | 7                   | –                     | 4                      |                      | 1                    | –                 | 2                    | 10                  | 8                    | 12                     | 8                                                             | 5     | 5  | 97  |
| Pays                | Finlande                                          | –                    | 10                   | 8                     | 6                      | 10                     | –                     | –                   | –                   | 1                     | 4                   | 4                     | –                      | 3                    |                      | 10                | 7                    | 3                   | –                    | –                      | –                                                             | –     | 10 | 76  |
| Pays                | France                                            | 3                    | 5                    | 6                     | 4                      | –                      | –                     | –                   | 5                   | –                     | 1                   | 8                     | 3                      | 5                    | 3                    |                   | –                    | 7                   | –                    | 5                      | –                                                             | 2     | 3  | 60  |
| Pays                | Espagne                                           | 8                    | –                    | –                     | –                      | 2                      | 7                     | 7                   | 4                   | –                     | –                   | 10                    | –                      | –                    | 8                    | 8                 |                      | 4                   | 10                   | 10                     | –                                                             | 10    | –  | 88  |
| Pays                | Chypre                                            | 2                    | 3                    | 1                     | –                      | –                      | –                     | 6                   | –                   | 6                     | –                   | –                     | 8                      | 2                    | –                    | –                 | –                    |                     | 4                    | 7                      | 12                                                            | –     | –  | 51  |
| Pays                | Suisse                                            | 4                    | 4                    | –                     | 10                     | 8                      | –                     | 8                   | –                   | 3                     | –                   | –                     | 2                      | 1                    | –                    | –                 | –                    | –                   |                      | –                      | 7                                                             | –     | –  | 47  |
| Pays                | Grèce                                             | –                    | –                    | –                     | 1                      | –                      | 1                     | 5                   | 6                   | 10                    | –                   | –                     | –                      | –                    | –                    | 1                 | 4                    | 12                  | 12                   |                        | 4                                                             | –     | –  | 56  |
| Pays                | Islande                                           | –                    | –                    | –                     | –                      | –                      | –                     | –                   | –                   | –                     | –                   | –                     | –                      | –                    | –                    | –                 | –                    | –                   | –                    | –                      |                                                               | –     | –  | 0   |
| Pays                | Allemagne                                         | 7                    | –                    | 2                     | –                      | –                      | 5                     | 1                   | –                   | 5                     | 6                   | –                     | 7                      | –                    | –                    | –                 | –                    | 1                   | 6                    | 3                      | 3                                                             |       | –  | 46  |
| Pays                | Yougoslavie                                       | –                    | 12                   | 12                    | 8                      | 12                     | 10                    | 12                  | 7                   | 4                     | 8                   | 5                     | 10                     | 10                   | 7                    | 3                 | –                    | 5                   | 5                    | –                      | 6                                                             | 1     |    | 137 |
| Pays                | Le tableau suit l'ordre de passage des candidats. |                      |                      |                       |                        |                        |                       |                     |                     |                       |                     |                       |                        |                      |                      |                   |                      |                     |                      |                        |                                                               |       |    |     |

## Télédiffuseurs
| Pays        | Télédiffuseur(s)           | Commentateur(s)                 | Porte-parole           |
| ----------- | -------------------------- | ------------------------------- | ---------------------- |
| Allemagne   | Erstes Deutsches Fernsehen | Thomas Gottschalk               | Sandra Maischberger    |
| Allemagne   | NDR Radio 2                | Peter Urban                     | Sandra Maischberger    |
| Autriche    | FS1                        | Ernst Grissemann                | Tilia Herold           |
| Autriche    | Hitradio Ö3                | Hans Leitinger                  | Tilia Herold           |
| Belgique    | RTBF1                      | Jacques Mercier                 | Anne Ploegaerts        |
| Belgique    | RTBF La Première           | Claude Delacroix                | Anne Ploegaerts        |
| Belgique    | BRT TV1                    | Luc Appermont                   | Anne Ploegaerts        |
| Belgique    | BRT Radio 2                | Julien Put & Herwig Haes        | Anne Ploegaerts        |
| Chypre      | RIK                        | Neophytos Taliotis              | Anna Partelidou        |
| Chypre      | CyBC Radio 2               | Pavlos Pavlou                   | Anna Partelidou        |
| Danemark    | DR TV                      | Jørgen de Mylius                | Bent Henius            |
| Danemark    | DR P3                      | ?                               | Bent Henius            |
| Espagne     | TVE2                       | Tomás Fernando Flores           | Matilde Jarrín         |
| Finlande    | YLE TV1                    | Heikki Harma                    | Solveig Herlin         |
| Finlande    | YLE Radio Suomi            | Jake Nyman & Kati Bergman       | Solveig Herlin         |
| France      | Antenne 2                  | Lionel Cassan                   | Marie-Ange Nardi       |
| France      | France Inter               | Patrick Sabatier                | Marie-Ange Nardi       |
| Grèce       | ET1                        | Dafni Bokota                    | Fotini Giannoulatou    |
| Irlande     | RTÉ1                       | Ronan Collins & Michelle Rocca  | Eileen Dunne           |
| Irlande     | RTÉ Radio 1                | Jimmy Greeley                   | Eileen Dunne           |
| Israël      | Télévision Israélienne     | pas de commentateur             | Yitzhak Shim'oni       |
| Israël      | Reshet Gimel               | Yigal Ravid                     | Yitzhak Shim'oni       |
| Islande     | Sjónvarpið                 | Arthúr Björgvin Bollason        | Erla Björk Skúladóttir |
| Italie      | Rai Uno                    | Gabriella Carlucci              | Peppi Franzelin        |
| Italie      | Rai Radio 2                | Antonio De Robertis             | Peppi Franzelin        |
| Luxembourg  | RTL Télévision             | Valérie Sarn                    | Jean-Luc Bertrand      |
| Luxembourg  | RTL Radio                  | André Torrent                   | Jean-Luc Bertrand      |
| Norvège     | NRK                        | John Andreassen                 | Sverre Christophersen  |
| Norvège     | NRK P1                     | Erik Heyerdahl                  | Sverre Christophersen  |
| Pays-Bas    | Nederland 3                | Willem van Beusekom             | Joop van Os            |
| Pays-Bas    | Radio 3                    | Lex Harding                     | Joop van Os            |
| Portugal    | RTP1                       | Ana Zanatti                     | Margarida Andrade      |
| Royaume-Uni | BBC1                       | Terry Wogan                     | Colin Berry            |
| Royaume-Uni | BBC Radio 2                | Ken Bruce                       | Colin Berry            |
| Suède       | SVT Kanal1                 | Jacob Dahlin                    | Agneta Bolme-Börjefors |
| Suède       | SR P3                      | Kent Finell & Janeric Sundquist | Agneta Bolme-Börjefors |
| Suisse      | SSR                        | Serge Moisson                   | Michel Stocker         |
| Suisse      | DRS                        | Bernard Thurnheer               | Michel Stocker         |
| Suisse      | TSI                        | Ezio Guidi                      | Michel Stocker         |
| Turquie     | TRT                        | Bülend Özveren                  | Canan Kumbasar         |
| Turquie     | TRT Radyo 3                | Fatih Orbay                     | Canan Kumbasar         |
| Yougoslavie | TVB 2                      | Oliver Mlakar                   | ?                      |
| Yougoslavie | TVZ 2                      | Oliver Mlakar                   | ?                      |
| Yougoslavie | TVL 1                      | Miša Molk                       | ?                      |

Pour la première fois, le concours fut diffusé en direct au Canada et au Japon.